# 1985: The Day After
1985: The Day After, o 1985 come appare nelle schermate, è un videogioco di pilotaggio spaziale simile a Lunar Lander, pubblicato da Mastertronic nel 1984 per Commodore 64 e nel 1985 per ZX Spectrum. Uscì direttamente in edizione economica su cassetta, ma nel 1986 anche su disco, nella raccolta 2 on One: BMX Trials + 1985 per Commodore 64.
Il titolo è un riferimento al romanzo 1984; il breve manuale cita l'avvenuta distruzione del Grande Fratello e spiega che "il giorno dopo", per il fabbisogno di energia della Terra, il giocatore deve recuperare delle scorte di plasma nucleare abbandonate dal vecchio regime su altri pianeti.

## Modalità di gioco
Il giocatore controlla una navicella spaziale in un ambiente bidimensionale a scorrimento orizzontale, visto di profilo con un leggero effetto di profondità. La navicella, disarmata, può ruotare su sé stessa e accelerare, alla maniera di Lunar Lander o Asteroids, ed è costantemente sottoposta alla forza di gravità e all'inerzia.
Dopo essere partiti dalla propria base spaziale sotterranea bisogna visitare quattro pianeti vicini e recuperare tutte le capsule nucleari. La zona della base e i pianeti sono ciascuno uno scenario differente, in parte in superficie e in parte sotterranei, con le capsule appoggiate a terra, spesso in punti difficili da raggiungere. Per raccoglierne una è necessario attivare un raggio traente quando si è molto vicini. Completati i pianeti, si affronta una più difficile caverna a serpentina, con l'ultima capsula in fondo. Al successivo livello si ricomincia da capo, ma con la gravità invertita.
Il contatto con il terreno o con un disco volante che passa periodicamente causa la perdita di una vita. Sui pianeti sono presenti anche postazioni di artiglieria che sparano lentamente in direzioni casuali. La navetta ha inoltre una scorta limitata di carburante, che viene ricaricata ogni volta che si raccoglie una capsula.